# 6058 Carlnielsen
6058 Carlnielsen è un asteroide della fascia principale. Scoperto nel 1978, presenta un'orbita caratterizzata da un semiasse maggiore pari a 2,2298884 UA e da un'eccentricità di 0,1701020, inclinata di 4,59307° rispetto all'eclittica.